# Leon Pučnik
Leon Pučnik, slovenski igralec, * 6. december 2001, Slovenj Gradec.
Leon Pučnik je širši javnosti postal znan po vlogi v slovenski komično dramski nanizanki Gospod profesor, kjer je igral bogatega dijaka Davida.  Igral je tudi v seriji Skrito v raju. 